# Niamh Walsh
Niamh Walsh (* 17. April 1988 in Australien) ist eine irische Schauspielerin. 

## Leben und Karriere
Walshs Familie kommt aus dem irischen Arklow, aber zog aufgrund der Arbeit ihres Vaters als Öl- und Gasingenieur immer wieder in andere Länder, wodurch Walsh in Australien geboren und sie in ihren ersten Jahren auch in London, Südafrika und den Niederlanden lebten. Als sie zwei Jahre alt war, ließ die Familie sich schließlich dauerhaft in Kuala Lumpur nieder, reiste aber jeweils in den Sommern und zu Weihnachten in die Heimat. In den 1990ern lebten sie aufgrund der Luftverschmutzung in Südostasien, weil Walshs jüngerer Bruder Asthma hatte, wieder in Irland, aber kehrten danach nach Malaysia zurück.
Mit achtzehn Jahren schrieb Walsh sich an der University of York für ein Englisch-Studium ein, um Journalistin oder Anwältin zu werden, aber trat auch in Studenten-Theaterstücken auf, sodass sie bald darauf an die London Academy of Music and Dramatic Art ging. Sie hatte ihre erste längere Serienrolle in der britischen Krankenhausserie Holby City. Dieser folgten nacheinander Serienhauptrollen in der Historienserie Jamestown und der irischen Krimiserie Smother.

## Filmografie
- 2013: Casualty (Fernsehserie, 1 Episode)
- 2015: Jekyll and Hyde (Fernsehserie, 1 Episode)
- 2015–2016: Holby City (Fernsehserie, 45 Episoden)
- 2017–2019: Jamestown (Fernsehserie, 24 Episoden)
- 2019, 2023: Good Omens (Fernsehserie, 2 Episoden)
- 2020: The English Game (Miniserie, 6 Episoden)
- 2021–2023: Smother (Fernsehserie, 18 Episoden)
- 2022: Sandman (Fernsehserie, 3 Episoden)
- 2024: Wreck (Fernsehserie, 6 Episoden)
- 2024: Dead and Buried (Fernsehserie, 4 Episoden)